# Satyr IX (4-Track Demo)
Satyr IX (4-Track Demo) es un flexi disc promocional de la banda británica Electric Wizard. Fue lanzado como regalo junto a la edición n.º 94 de la revista estadounidense Decibel Magazine, de agosto de 2012. Corresponde a un demo de la canción "Satyr IX" (incluida en el álbum Black Masses).

## Lista de canciones
| N.º | Título                    | Duración |  |
| 1.  | «Satyr IX (4-Track Demo)» | 6:55     |  |

## Créditos
- Música grabada por Electric Wizard en enero de 2012.
- Voz grabada por Jus Oborn en mayo de 2012.
- Mezclado por Jus Oborn.